# Камбурова, Елена Антоновна
Еле́на Анто́новна Ка́мбурова (род. 11 июля 1940, Сталинск, Новосибирская область) — советская и российская певица и актриса, зоозащитник, основательница и художественный руководитель Московского театра музыки и поэзии (с 1992); народная артистка РФ (1995), лауреат Государственной премии РФ (2000).

## Биография
Родилась 11 июля 1940 года в Сталинске (ныне Новокузнецк) в семье потомственной интеллигенции. Их предки — греки Приазовья, которые до времён Екатерины II жили в Крыму, а потом были переселены, и будущие её родители появились на свет под Макеевкой. Все родственники относились к деревенской интеллигенции: учителя, лица духовного звания, писари. Дедушка, дяди были репрессированы, расстреляны. Бабушка по линии матери очень любила петь. У матери, врача-педиатра, был красивый голос приятного тембра, вибрирующий. Отец, инженер, в молодости играл на гитаре и хорошо пел.
Детство прошло в Проскурове, куда переехала семья.
Мечтала стать драматической актрисой, увлекалась поэзией. Посещала студию художественного слова. После окончания школы с серебряной медалью поступила в Киевский институт лёгкой промышленности, но через два года в 1959 году всё же ушла и приехала в Москву поступать в Театральное училище имени Б. В. Щукина. Несмотря на поддержку председателя экзаменационной комиссии народного артиста СССР Бориса Захавы и народной артистки СССР Цецилии Мансуровой, преподававшей в те годы в училище актёрское мастерство, третий тур Камбурова не прошла. Чтобы остаться в Москве, пошла работать маляром на стройку.
На следующий год поступила в Государственное училище циркового искусства, на только что открывшееся отделение эстрады (курс Сергея Андреевича Каштеляна, окончила в 1966 году). Однажды преподаватель училища Сергей Каштелян показал ей несколько песен Новеллы Матвеевой, сказав: «По-моему, это ваше». Так начался творческий путь певицы Елены Камбуровой. «Какой большой ветер» Новеллы Матвеевой стала первой песней, с которой Камбурова вышла на сцену. Исповедальность, темперамент, романтизм юной певицы привлекли к ней внимание зрительской аудитории.
Высшее образование получила позднее, закончив отделение эстрадной режиссуры ГИТИС имени А. Луначарского.
Дружила с Фаиной Раневской и Булатом Окуджавой.
Является членом Правления Центрального дома работников искусств.
В марте 2014 года вместе с рядом других деятелей науки и культуры выразила своё несогласие с политикой российской власти в Крыму.

## Семья
Отец — Антон Семёновича Камбуров (1908—1967), инженер.
Мать — Лидия Марковна Захарова (1911—2000), врач-педиатр. 
Брат — Владимир Антонович Камбуров, инженер.
Первый муж — Кирилл Дмитриевич Акимов, композитор, концертмейстер, педагог. Автор двух симфоний, музыки к кинофильму «Хозяйка гостиницы», оперы «Невеста грома». Брак продлился 6 лет.
Второй муж — Алексей Воскресенский, актёр, певец. Брак закончился разводом.
Детей нет.

## Концертная деятельность
В 1960-х годах песни Новеллы Матвеевой и Булата Окуджавы составили первую программу певицы. Вместе с пианисткой и композитором Ларисой Критской они создавали новый репертуар — песни, разительно непохожие на развлекательную эстраду тех лет. Так, в частности, возник цикл песен Л. Критской на стихи Юрия Левитанского. Вместе с Критской на фирме «Мелодия» в 1970 году был записан первый сольный диск-гигант Камбуровой. В него вошли песни Критской на стихи Левитанского, песни Таривердиева и Саульского на стихи Г. Поженяна, Ю. Кима и других.
В начале 1970-х годов, в результате работы с композитором Микаэлем Таривердиевым, в репертуаре Камбуровой появился цикл песен на стихи Григория Поженяна (среди которых - песня «Я такое дерево…») и цикл на стихи А. Вознесенского по мотивам романа Э. Хемингуэя «Прощай, оружие» (позднее вышедший отдельной пластинкой с одноимённым названием).
В 1970 году вышел фильм-концерт «Монолог».
С середины 1970-х годов значительную часть репертуара Камбуровой составляют циклы композитора Владимира Дашкевича. Вместе с ним Камбурова создала яркие музыкально-драматические интерпретации шедевров русской поэзии первой половины XX века. Среди них — цикл песен на стихи В. Маяковского, цикл песен на стихи А. Блока, стихи М. Цветаевой, две сюиты для голоса и оркестра. Одна из них написана на цикл стихотворений Анны Ахматовой «Реквием», другая — «Сохрани мою речь навсегда» — на стихи Осипа Мандельштама.
В 1986 году на фирме «Мелодия» была записана пластинка Камбуровой «Да осенит тишина» (в это же время в её концертном репертуаре появляется программа с тем же названием).
Русскоязычный репертуар Камбуровой сочетается с песнями на иностранных языках — французском, английском, польском, испанском, греческом, на иврите.
Среди зарубежного репертуара - песни французских шансонье XX столетия — Ж. Бреля, Барбары, Л. Ферре и др.

## Кино
Голос Камбуровой звучит более чем в 100 кинофильмах и мультфильмах. Камбурова поёт за детей и взрослых, за лирических и характерных персонажей, за зверей и сказочных существ. Среди её закадровых работ в кино — «Большое космическое путешествие», «Пассажир с Экватора», «Пони бегает по кругу», «Раба любви», «Дульсинея Тобосская», «Небеса обетованные», «Нас венчали не в церкви», «Приключения Электроника», «Однажды двадцать лет спустя», «Гардемарины, вперёд!», «Мой нежно любимый детектив», «Приходи на меня посмотреть», «Мама», «Питер Пэн», «Дон Сезар де Базан» и др. В 1974 году исполняла «Мальчишки и девчонки» (музыка Алексея Рыбникова, стихи Юлия Энтина) для киножурнала «Ералаш», в 1988 году — колыбельную «Спи, моя радость, усни» в передаче «Спокойной ночи, малыши».
Среди актёрских работ певицы роли в фильмах-концертах «Монолог» (1970), «Прощай, оружие» (1972), «Поёт Елена Камбурова» (1984), «Мой театр» (1989), в художественных фильмах — «Театр неизвестного актёра» (1976), «Клоун» (1980), «Воспоминание» о Владимире Высоцком (1986), «Мой нежно любимый детектив» (1986) и других.

## Театр
С 1992 года Елена Камбурова — художественная руководительница созданного ею Театра музыки и поэзии. Первый спектакль — «Игра снов» (режиссёр В.Дружинин), премьера которого состоялась в 1993 году. Певица предстала перед зрителями в образе романтичного Пьеро. Камбуровой интересны контрасты: так же органично, как переход в пении от тонкого детского голоска к почти оперному басу, наряду с «Игрой снов» существует и озорной, лукавый спектакль по американским мюзиклам. На сегодняшний день в репертуаре Театра Музыки и Поэзии более 30 спектаклей, в том числе для детей. Среди работ театра: «P. S. Грёзы» — концерт-фантазия по песням Ф. Шуберта и Р. Шумана (реж. И. Поповски, 2003 г.), «Капли Датского короля» — посвящение Булату Окуджаве (реж. И. Поповски, 2003 г.), «Абсент» (реж. И. Поповски, 2005 г.), «Антигона» (реж. О. Кудряшов, 2005 г.), поэма-рапсодия «Bakhtale dromensa / Счастливые дороги» (реж. З. Бузалковска, 2006 г.), театральная сказка для взрослых «Туве Янссон. Точка слева» (реж. А. Марченко, 2005 г.), «Никто» (реж. В. Михельсон, 2005 г.), «1900» (реж. А. Марченко, 2008 г.).
Камбурова участвует в спектаклях «Капли Датского короля» (посвящение Булату Окуджаве, с 2003), «Софокл. Антигона» (с 2005), «На свой необычный манер» (спектакль-концерт по песням Ж. Бреля и В. Высоцкого, с 2009), «Снился мне сад…» (романс в интерьере, с 2011), «Сны поэта Левитанского» (с 2013), «Вот вам, в сотый раз, Россия» (с 2014), «Победа. Реквием» (с 2015).
В 2015 году Театр получил театральную премию «Хрустальная Турандот» в номинации Музыкальное оформление за спектакль «Тишина за Рогожской заставою»; премию получали музыкальный руководитель театра Олег Синкин и режиссёр и музыкант Александр Марченко.

## Животные
Собаки и кошки, живущие у неё дома с детских лет, родом с улицы. С начала 2000-х годов певица принимает активное участие в защите животных. Была председателем общественного Совета по созданию первого памятника бродячей собаке «Сочувствие».
В 2006 году Камбурова была награждена орденом Дружбы. При получении награды актриса обратилась к Президенту с просьбой принять закон «О защите животных от жестокого обращения», добавив: «Это будет лучшей защитой чести и достоинства человека». В июне 2008 года участвовала в митинге на Пушкинской площади в Москве в защиту бездомных животных. В январе 2010 года Камбурова стала инициатором письма к мэру Москвы с предложением о введении должности уполномоченного по правам животных в столице.

## Награды и премии
- Премия Московского комсомола (1968)
- Заслуженная артистка РСФСР (1983)
- Народная артистка Российской Федерации (30 мая 1995 года) — за большие заслуги в области искусства[22]
- Государственная премия Российской Федерации в области литературы и искусства (9 июня 2000 года); вручена Елене Антоновне за концертные программы 1995—1999 гг
- Царскосельская художественная премия (1999) — за творческий вклад в развитие российской культуры и искусства и укрепление международных культурных связей
- Орден Преподобного Сергия Радонежского III степени (2005) — награждал патриарх РПЦ Алексий II
- Орден Дружбы (24 марта 2006 года) — за заслуги в области культуры и искусства, многолетнюю плодотворную деятельность[23]
- Гранд-премия «КиноВатсон» (2008)[24].
- Почётная грамота Московской городской Думы (17 ноября 2010 года) — за заслуги перед городским сообществом[25].
- Орден Почёта (30 декабря 2010 года) — за заслуги в развитии отечественной культуры и искусства, многолетнюю плодотворную деятельность[26]
- Памятный знак «Человек тысячелетия» (2011) — Елена Камбурова — один из главных персонажей 7-й книги проекта «Люди нашего тысячелетия»
- Премия «Своя колея» (2012) — в связи с 20-летием основанного ею Московского театра музыки и поэзии[27],[28]
- Международная премия Станиславского (2013) — в номинации «За организацию театрального дела» — за создание Театра музыки и поэзии (г. Москва)[29]
- Золотой диплом Славянского форума искусств «Золотой Витязь» (2013)- за воплощение русской души в слове и музыке. Вручал Николай Бурляев.
- Премия «Хрустальная Турандот» (2015) — за доблестное и долголетнее служение театру
- Почётная грамота Президента Российской Федерации (4 мая 2018 года) — за заслуги в развитии отечественной культуры и искусства, многолетнюю плодотворную деятельность[30]
- Знак отличия «За благодеяние» (5 ноября 2020 год) — за большой вклад в благотворительную и общественную деятельность[31].

## Список песен
Известно примерно 300 песен.

## Фильмография

### Вокальные партии (за кадром)
- 1968 — Пассажир с «Экватора» (реж. А. Курочкин, исполнение песни «Маленький принц» (М. Таривердиев — Н. Добронравов))
- 1970 — Случай с Полыниным (реж. А. Сахаров, исполнение песни «Фляга»(Ю. Левитин — К. Симонов) — в кадре А. Вертинская)
- 1970 — Дело о… (нет в титрах; исполнение песни «Фокусник» (Н. Матвеева))
- 1974 — Засекреченный город (реж. М. Юзовский, исполнение песен «Море» и «Я танцую» (В. Дашкевич — Ю. Ким))
- 1974 — Пони бегает по кругу (м/ф, реж. Л. Атаманов, исполнение песни «У пони длинная челка» (Е. Ботяров — Ю. Мориц))
- 1974 — Большое космическое путешествие (реж. В. Селиванов, исполнение песни «Млечный путь» (А. Рыбников — И. Кохановский))
- 1974 — Ералаш («…мальчишки и девчонки, а также их родители…» (А. Рыбников — Ю. Энтин))
- 1975 — Необычный друг (м/ф, реж. С. Аристакесова, озвучивание персонажа — учительница Валентина Васильевна)
- 1975 — Принцесса подводного царства (м/ф, Япония, реж. Т. Кацумата, исполнение песни «Matteita Hito» в русском дубляже «Сердце верит одному» (комп. Х. Такэкуни))
- 1975 — Раба любви (реж. Н. Михалков, исполнение песни «Где же ты, мечта?» (Э. Артемьев — Н. Кончаловская))
- 1975 — Назначаешься внучкой (реж. Я.Лапшин, исполнение песни «Война» (Ю.Левитин — М.Матусовский))
- 1976 — Моя любовь на третьем курсе (реж. Ю.Борецкий, исполнение песни «Как молоды мы были» (А.Пахмутова — Н.Добронравов))
- 1976 — Додумался, поздравляю! (реж. Э. Гаврилов, исполнение песни «Как вы быстро растёте, мальчики» (Т. Хренников — М. Матусовский))
- 1976 — Мама (реж. Э. Бостан, исполнение песни «Снежинка» (Ж. Буржоа, Т. Попа — Ю. Энтин))
- 1976 — Будёновка (реж. И. Вознесенский, исполнение песни «Мой товарищ, мой конь» (Е. Крылатов — И. Вознесенский))
- 1976 — Шкатулка с секретом (м/ф, реж. В. Угаров, озвучивание персонажа — Пружина)
- 1978 — Ярославна, королева Франции (реж. И. Масленников, исполнение песен «Ты скажи мне, зеркало» и «Жажда уставших коней» (В. Дашкевич — Ю. Ким))
- 1979 — Приключения Электроника (реж. К. Бромберг, исполнение песен «Мы — маленькие дети», «До чего дошёл прогресс», «Грустная песня Сыроежкина» и «Это что же такое» (Вокал Сергея Сыроежкина) (Е. Крылатов — Ю. Энтин)
- 1979 — Переменка № 2 (м/ф, реж. Е. Гамбург, озвучивание персонажа — Васечкин)
- 1980 — Однажды двадцать лет спустя (реж. Ю. Егоров, исполнение песни «В сиреневых сумерках…» (М. Фрадкин — Р. Рождественский))
- 1980 — Крах операции «Террор» (реж. А. Бобровский, исполнение песни «Москва златоглавая»)
- 1980 — Дульсинея Тобосская (реж. С. Дружинина, вокал Н. Гундаревой — Дульсинеи (Г. Гладков — Б. Рацер, В. Константинов)
- 1980 — История кавалера де Грие и Манон Леско (реж. Р. Виктюк, исполнение песен на стихи Ю. Мориц)
- 1981 — В небе «ночные ведьмы» (реж. Е. Жигуленко, исполнение песни «Когда вы песни на земле поёте» (Е. Крылатов — Е. Евтушенко))
- 1981 — Тебе доверена земля (документальный; реж. А. Учитель, исполнение песни за кадром)
- 1982 — Нас венчали не в церкви (реж. Б.Токарев, исполнение песен «Любовь и разлука» (И. Шварц — Б. Окуджава), «Нас венчали не в церкви» (И. Шварц — А. Тимофеев) и «Поцелуй меня» (И. Шварц — Я. Полонский))
- 1983 — Приключения Петрова и Васечкина, обыкновенные и невероятные (реж. В. Алеников, партия Маши Бутовой)
- 1984 — Рыжий, честный, влюбленный (реж. Л. Нечаев, исполнение песен Лисенка Людвига)
- 1984 — Мой избранник (реж. А.Коренев, исполнение песни «Скоростное шоссе» (Е. Крылатов — Л. Дербенев) — в кадре Г. Польских))
- 1984 — Без семьи (реж. В. Бортко, исполнение песни «В доме горит огонёк» (В. Дашкевич — Ю. Ким))
- 1984 — Капитан Фракасс (реж. В. Савельев, исполнение песен «Вот какая-то лошадка», «Ах, как летят за днями дни» и «Надежды крашеная дверь» (В. Дашкевич, И. Шварц — Б. Окуджава))
- 1984 — Пеппи Длинныйчулок (реж. М. Микаэлян, партия Фру Лауры)
- 1985 — Непохожая (реж. В. Алеников, М. Муат, исполнение песен «Аты-баты шли солдаты», «В город вдруг ворвался ветер», «Вот опять зима пришла», «Звери в Африку бегут», «Песня о детстве», «Песня о правде» (дуэт с М. Муромовым), «Поезд», «Так бегут года», «Что с тобою происходит» (дуэт с М. Муромовым) (А. Раскатов — В. Алеников))
- 1985 — Завещание (реж. И. Гостев, исполнение песни «Зачем, зачем звезда упала» (А. Петров — Т. Калинина))
- 1985 — Пароль знали двое (реж. Н. Литус, исполнение романса «Ямщик, не гони лошадей» (В. Дашкевич))
- 1985 — Поездки на старом автомобиле (реж. П. Фоменко, поёт за героиню Л. Максаковой)
- 1986 — Люби меня, как я тебя (реж. В. Токарева, Вокальная партия Ксении)
- 1987 — Питер Пэн (реж. Л. Нечаев, исполнение песен «Грустная песня миссис Дарлинг» и «Песня о Питере Пэне» (И. Ефремов — Л. Дербенев))
- 1987 — Гардемарины, вперёд! (реж. С. Дружинина, исполнение песни «Разлука» (В. Лебедев — Ю. Ряшенцев))
- 1987 — Чехарда (реж. В. Крайнев, А. Федоринский, исполнение Песни мима (Е. Крылатов — Ю. Энтин))
- 1987 — Катенька (реж. Л. Белозорович, исполнение песни «Все неизменно и все изменилось» (А. Коблякова — Г. Иванов))
- 1988 — Аэлита, не приставай к мужчинам (реж. Г. Натансон, исполнение песни «Вот опять окно» (М. Таривердиев — М. Цветаева))
- 1988 — Приключения Квентина Дорварда, стрелка королевской гвардии (СССР — Румыния, реж. С. Тарасов, исполнение романса «О, рыцарь мой» (И. Кантюков) — в кадре О. Кабо)
- 1988 — Шаг (реж. А. Митта, исполнение романса «Поедем в Царское Село» (В. Овсянников — О. Мандельштам))
- 1989 — Катала (реж. С. Бодров, исполнение песни «Шумел камыш» (В. Дашкевич))
- 1989 — Дон Сезар де Базан (реж. Я. Фрид, исполнение Дуэта Виконта и Виконтессы)
- 1991 — Небеса обетованные (реж. Э. Рязанов, исполнение романса «Молитва» (А. Петров — Э. Рязанов))
- 1992 — Прекрасная незнакомка (реж. Е. Гоффман, исполнение романса «Вам девятнадцать лет» — в кадре Г. Шаполовская)
- 1992 — Белые одежды (реж. Л. Белозорович, исполнение песни «Будет вечер, будет ночь»)
- 1997 — Долгое путешествие (м/ф по рисункам Ф. Феллини, реж. А. Хржановский, вокальные партии)
- 1999 — Что сказал покойник (реж. И. Масленников, исполнение песни «Быть пленной — вот беда»)
- 2000 — Приходи на меня посмотреть (реж. М. Агранович, О. Янковский, исполнение романса «Приходи на меня посмотреть» (В. Биберган — А. Ахматова))
- 2000 — Новый год в ноябре (реж. И. Попов, исполнение песен «Случай» (Н. Матвеева) и «Забытые истины» — дуэт с Д. Харатьяном (Л. Рубальская))
- 2001 — Ростов-папа (реж. К. Серебренников, исполнение песни «Моя последняя любовь» — в кадре Н. Гундарева)
- 2001 — Темная ночь (реж. О. Ковалов, исполнение песни «Лили Марлен»)
- 2001 — Идеальная пара (реж. А. Сурикова, исполнение песен «Ни страны, ни погоста» (В. Дашкевич — И. Бродский) и «Не исчезай» (В. Дашкевич — Е. Евтушенко) — дуэт с Г. Бардиным))
- 2002 — Женская логика (реж. С. Ашкенази, Э. Уразбаев, исполнение песни «Бабий век» (Е. Крылатов — С. Говорухин))
- 2005 — Последний бой майора Пугачёва (реж. В. Фатьянов, исполнение песни «Я разорву кустов кольцо…» (А. Шелыгин — В. Шаламов))
- 2014 — С осенью в сердце (реж. Г. Параджанов, исполнение вокализа и песни «Река Сугаклея» (В. Евушкина — А. Тарковский))

## Кинороли
- 1970 — Монолог (фильм-концерт, ТО «Экран», реж. А. Симонов, В. Зобин)
- 1972 — Прощай, оружие (фильм-концерт, вокальный цикл М. Таривердиева на слова Э. Хемингуэя в пер. А. Вознесенского)
- 1976 — Театр неизвестного актёра / Театр невідомого актора (укр.) (реж. Н. Рашеев) — суфлёр
- 1980 — Клоун (реж. Н. Збандут) — певица Лена (исполнение песен «Вот опять окно» (В. Дашкевич — М. Цветаева) и «Последняя любовь» (В. Дашкевич — Ф. Тютчев))
- 1982 — Спявае Алена Камбурава (концерт-интервью, ТВ Белорусской ССР)
- 1984 — Поёт Елена Камбурова (фильм-концерт)
- 1986 — Воспоминание (реж. В. Савельев) — камео
- 1986 — Мой нежно любимый детектив (реж. А. Симонов) — певица в тумане, исполнение песни «Неужели вы не были в Лондоне, сэр?» (В. Дашкевич — Ю. Ким)
- 1987 — Свободное падение (реж. М. Туманишвили) — певица, исполнение песни «Молитва» (Б. Окуджава)
- 1988 — Поворот сюжета (реж. П. Крыловс) — Анна
- 1989 — Мой театр (фильм-концерт, реж. Г. Карюк)
- 1989 — Память (вокальный цикл)
- 1990 — Отражения (реж. С.Чекин) — исполнение «Реквиема» (В. Дашкевич — А. Ахматова)